# Río Aguas
El río Aguas es un corto río costero del sur de España, perteneciente a la vertiente mediterránea de Andalucía, que transcurre por el levante de la provincia de Almería.

## Curso
Nace en la sierra de los Filabres y desemboca en el mar Mediterráneo, cerca de Mojácar. Tradicionalmente se sitúa su nacimiento en la cortijada de los Molinos del Río Aguas.
Tiene un curso de 62,5 km,  íntegramente en la provincia de Almería, que riega los términos municipales de Bédar, Los Gallardos, Lucainena de las Torres, Lubrín, Mojácar, Sorbas, Turre y Uleila del Campo.
Se considera la principal corriente de agua exterior del karst en Yesos de Sorbas.
Al llegar al mar forma los humedales de la Laguna de Mojácar.

## Flora y fauna
El río funciona como un oasis en una zona árida y desértica. Además de las típicas riberas de adelfas, carriceras y juncos, completando su flora se encuentran álamos blancos, tarajes y sauces. En la fauna se conservan el fartet (aphanius iberus o lebias ibera) y las tortugas moras.
También es posible encontrar tortugas leprosas (Mauremys leprosa), gracias a que mantiene un caudal permanente en buena parte de su recorrido, a diferencia de otros ríos de la provincia que pierden su caudal a los pocos km ( En en mejor de los casos) debido a la sequía y al aprovechamiento hídrico para los riegos de los cultivos extensivos y/o intensivos. En estos últimos es muy difícil encontrar poblaciones de esta tortuga autóctona, cada vez más amenazada.